# Velká Ostrava

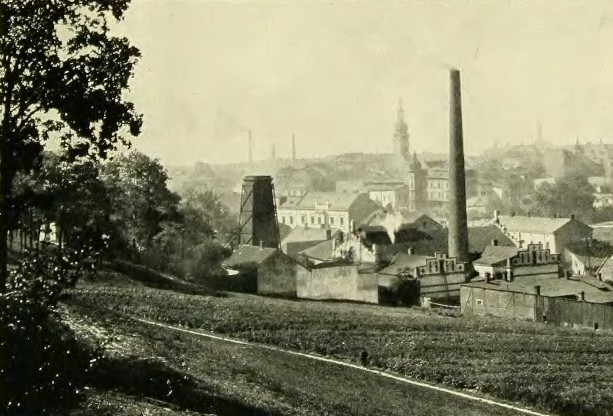
Moravská Ostrava - celkový pohled na město z roku 1911

Velká Ostrava byl projekt z počátku 20. století, který počítal se spojením tehdejšího města Moravské Ostravy s okolními obcemi, a to jak na moravské, tak slezské části zemské hranice.

## Před první světovou válkou
Již od přelomu 19. a 20. století Moravská Ostrava odsouvala do pozadí tradiční správní centra, jako byl na Moravě Nový Jičín či Místek, a ve Slezsku např. Opava či Těšín. Myšlenka na spojení Moravské Ostravy s Přívozem a Vítkovicemi vznikla již před první světovou válkou. Připojením Vítkovic jako nového centra průmyslu a Přívozu jako železničního uzlu by vznikla oblast zahrnující v roce 1910 více než 76 000 obyvatel. V cestě nestálo ani případné narušení zemské hranice, jelikož všechna tři města ležela na moravské straně zemské hranice. Vzájemná řevnivost městských samospráv však nakonec plán zhatila.

## První republika
Koncem roku 1918 byly převážně německé samosprávy nahrazeny správními komisemi. Moravskoostravskou řídil Jan Prokeš, vítkovickou Josef Chalupník a přívozskou Petr Marsín. Všichni tři byli sociální demokraté a osobně se znali. Pro vznik Velké Ostravy se tak naskytla mimořádně příznivá situace. Ukázalo se však, že při volbách do samosprávního orgánu nově vzniklého města by Češi získali odhadem 41 %, Němci 40 % a Poláci 18 % hlasů. Tato představa nebyla v souladu s politikou nově vzniklého státu. Proto 15. dubna 1919 svolal Jan Prokeš schůzi zástupců dalších obcí, v nichž měli Češi větší národnostní zastoupení a bylo tak pravděpodobné, že by posílili celkový vliv českého národa v zastupitelstvu.
Proti tomuto návrhu se od počátku stavěl Svinov, ke kterému se (opět) přidaly Vítkovice a Přívoz. Přesto správní komise Moravské Ostravy odeslala 24. září 1919 návrh československé vládě, aby vydala zákon, jímž by došlo ke sloučení celkem 15 obcí, kterými byly Moravská Ostrava, Přívoz, Vítkovice, Mariánské Hory, Zábřeh nad Odrou, Nová Ves, Hrabůvka, Svinov, Kunčice nad Ostravicí, Malé Kunčice, Polská Ostrava, Muglinov, Hrušov, Radvanice a Michálkovice. Nové město mělo nést název Horní město Ostrava a jako celek mělo být součástí moravské země.
Ministerstvo vnitra zahájilo připomínkové řízení se zemskými orgány v Brně a Opavě, neboť po vyjmutí osmi slezských obcí ze Slezska musely být stanoveny územní kompenzace. Ve Slezsku návrh narazil na rozhodný odpor. Nejednalo se jen o otázky vlivu a peněz, nýbrž především o složitou politickou situaci v Slezsku, kde bylo velmi silně zastoupeno německé obyvatelstvo. Připojením obcí k novému městu by se sice pomohlo Ostravě, avšak národnostní poměry ve Slezsku by se zhoršily ve prospěch českého národa. Na základě těchto skutečností tedy správní komise návrh pozměnila tak, že celé území Ostravy by připadlo Slezsku.
S tímto návrhem souhlasily oba zemské úřady a ministerstvo vnitra proto předložilo 18. března 1920 návrh zákona o sloučení ostravských obcí a vytvoření Velké Ostravy. Jelikož stávající zákon číslo 295/1919 Sb. neumožňoval slučování a rozdělování obcí, které by mělo za následek změnu hranic obcí, okresů, žup a zemí, byl vydán nový zákon 285/1920 Sb., který toto umožnil. Dalším problémem bylo území historického Těšínska, o které probíhala mezinárodní arbitráž v belgickém Spa. Po jejím skončení byl podán prezidiu ministerské rady 7. října 1920 opětovný návrh na vytvoření Velké Ostravy.
Ačkoliv vláda 30. října 1920 zmocnila ministerstvo vnitra, aby sloučení provedlo vyhláškou, narazil záměr na moravské zájmy. Moravský zemský výbor se ohradil proti připojení Velké Ostravy ke Slezsku a vyvolal jednání obou zemských orgánů a ministerstva vnitra. Situace využila také správní komise Vítkovic, která si začala klást další požadavky. Dokonce začala jednat o vytvoření tzv. Velkých Vítkovic, který by vznikly připojením Zábřehu nad Odrou a Hrabůvky.
Ministerstvu vnitra se přes veškerou snahu nepodařilo spory urovnat, proto v dubnu 1921 doporučilo realizovat tzv. užší variantu, tj. připojení pouze moravských obcí k Moravské Ostravě. K tomuto návrhu se přiklonila také vláda a 13. ledna 1922 zmocnila ministerstvo vnitra vydat vyhlášku ve smyslu návrhu. Dne 10. října 1923 zveřejnilo ministerstvo vnitra výnos o návrhu na sloučení obcí Moravské Ostravy, Přívozu, Vítkovic, Mariánských Hor, Zábřehu nad Odrou, Nové Vsi a Hrabůvky v jedno město – Moravskou Ostravu. Po proběhnutí připomínkového řízení byl návrh 20. prosince 1923 projednán na vládě a schválen s platností od 1. ledna 1924.
Příkazem zemské správy v Brně byly rozpuštěny dosavadní správní komise sloučených měst a do čela správní komise nového města byl jako vládní komisař jmenován Jan Prokeš. Správní komise složená z 31 Čechů, 9 Němců a 2 Židů město spravovala do řádných voleb. Nové město mělo rozlohu 4029 hektarů a žilo v něm 113 709 obyvatel.
Sousední Slezská Ostrava pochopitelně úspěch její moravské kolegyni záviděla, proto i zde se objevily úvahy o vytvoření tzv. Velké Slezské Ostravy, která měla vzniknout připojením Hrušova, Muglinova, Michálkovic a Radvanic. Návrh však padl kvůli nesouhlasu Radvanic a Muglinova.

## Okupace
Vzájemné rozpory a půtky místních samospráv vedly k tomu, že se realizace Velké Ostravy uskutečnila ne demokraticky, ale silou. Po obsazení Československa Německem bylo 29. května 1941 vládním nařízením číslo 236/1941 Sb. (platným k 1. červenci 1941) rozhodnuto o připojení Slezské Ostravy, Heřmanic, Hrušova, Kunčic nad Ostravicí, Kunčiček, Michálkovic, Muglinova a Radvanic z frýdeckého okresu a Hrabové, Nové Bělé, Staré Bělé a Výškovic z moravskoostravského okresu ke městu Moravské Ostravě. Vzniklo statutární město Moravská Ostrava, které řídil magistrát v čele s primátorem. Magistrát byl přímo podřízen zemskému úřadu v Brně.

## Po druhé světové válce
Po druhé světové válce se statut města poměrně často měnil. Podrobnější informace naleznete v článku Správní a územní vývoj Ostravy.